# Vankeeria
Vankeeria là một chi nhện trong họ Liocranidae.